# Église Saint-Pierre de Plauzat
Pour les articles homonymes, voir Église Saint-Pierre.
L'église Saint-Pierre est une église catholique située à Plauzat, en France.

## Localisation
L'église est située dans le département français du Puy-de-Dôme, sur la commune de Plauzat.

## Historique
L'édifice est classé au titre des monuments historiques en 1862.
Elle dispose d'une crypte, avec au centre un puits sculpté.